# آبری دالر
آبری دالر (انگلیسی: Aubrey Dollar؛ زادهٔ ۲۳ سپتامبر ۱۹۸۰) یک هنرپیشه اهل ایالات متحده آمریکا است. از جمله فیلم‌های او می‌توان به شکست در اجرا، دویدن دختر را ببینید و آخرین رقص را نگه دار ۲ اشاره کرد.